# Sonic the Hedgehog (2006)
Sonic the Hedgehog (jap.: ソニック・ザ・ヘッジホッグ, Hepburn: Sonikku za Hejjihoggu), zur besseren Unterscheidung zum gleichnamigen ersten Spiel der Serie auch bekannt als Sonic the Hedgehog 2006 oder nur Sonic '06, ist ein 3D-Jump-’n’-Run-Videospiel, das von Sonic Team entwickelt und von Sega erstmals in Nordamerika am 14. November 2006 für Xbox 360 und wenig später für PlayStation 3 veröffentlicht wurde.
Aufgrund des bewusst gewählten gleichen Namens wie das Originalspiel aus dem 1991, dem ersten CGI-Trailer im Jahre 2005, dem Versprechen, das "ultimative Sonic-Erlebnis" bieten zu wollen und dass dieses Spiel für die damalige, neue Konsolengeneration zugeschnitten sein sollte, trieb die Erwartungen von Fachpresse und Fans im Vorfeld in die Höhe.
Durch den Ausstieg von Yūji Naka mitten in der Entwicklung des Spiels, das Halbieren des Entwicklungsteams und dem unbedingt halten wollenden Terminplan der Geschäftsleitung, was zufolge hatte, dass das Spiel voreilig herausgebracht wurde, ohne dass Spielfehler entfernt werden konnten, ließ dieses Spiel zur durchschnittlichen größten Enttäuschung in der Serie avancieren. Mit seinen gravierenden Spielfehlern gilt es als einer der größten, vermutlich sogar dem größten Tiefpunkt der Sonic-Serie und wird sehr kritisch, inzwischen teils sogar von Sega selbst satirisch behandelt.
Das Spiel ist der Nachfolger von Shadow the Hedgehog (2005) und der Vorgänger von Sonic Unleashed (2008).

## Handlung
In der idyllischen Hafenstadt Soleanna finden die alljährlichen, prunkvollen Feierlichkeiten statt, bei der die schüchterne, zurückhaltende Prinzessin Elise symbolisch ein Feuer entzündet, damit die Götter ihr Volk beschützen. Doch inmitten der Festlichkeiten erscheint Dr. Eggman, bringt mit seiner Roboterarmee Zerstörung über die Stadt und fordert Prinzessin Elise auf, ihn zu begleiten, da sie über die "Flammen des Unheils" und einen Chaos Emerald verfügt. Gerade rechtzeitig erscheint auch Sonic the Hedgehog, zerstört die Roboter und rettet Prinzessin Elise im letzten Moment, indem er mit ihr zusammen entkommt. Mit Tails’ Hilfe kann Dr. Eggman zunächst besiegt werden. Prinzessin Elise erzählt Sonic, dass ihr Volk an einen Sonnengott namens Solaris glaubt und dass sein Zorn die "Flammen des Unheils" genannt werden. Zehn Jahre zuvor brachen diese bereits einmal aus und Elises Vater verlor an diesem Tag sein Leben. Er forderte Elise auf, niemals zu weinen, egal was geschieht und Elise hat Angst davor, dass Dr. Eggman die "Flammen des Unheils" erneut provozieren kann.
200 Jahre in der Zukunft ist die Welt vollkommen von den "Flammen des Unheils" zerstört, es existiert kaum noch Leben und ein unsterbliches Feuermonster namens Iblis stellt sicher, diesen postapokalyptischen Zustand niemals vergehen zu lassen. Silver the Hedgehog und Blaze the Cat, die in dieser zerstörten Welt aufgewachsen sind, verfügen zwar über telekinetische und übernatürliche Fähigkeiten, doch auch wenn sie Iblis besiegen, so kehrt es immer wieder zurück. Eines Tages erscheint ein mysteriöses Wesen namens Mephiles, welches Shadow the Hedgehog sehr ähnlich sieht. Er verspricht Silver und Blaze den endgültigen Sieg über Iblis, wenn sie mit ihm in die Vergangenheit reisen und den "Iblis Trigger" ausschalten: Die Person, die dafür verantwortlich sein soll, dass Iblis erschienen ist, ein blauer Igel namens Sonic. In der Gegenwart angekommen, hält Amy Silver für einen kurzen Moment für Sonic. Nichtsahnend will Amy Silver helfen, Sonic zu finden.
Shadow erfüllt den Auftrag, einen Agenten aus einer Basis von Dr. Eggman zu befreien. Dieser Agent stellt sich als Rouge the Bat heraus, die dort das "Zepter der Finsternis" gestohlen hat. Schon kurz darauf werden Shadow und Rouge von Dr. Eggman eingeholt und es kommt zum Kampf, bei dem das Zepter aus hoher Distanz in die Tiefe fällt und zerbricht. Dr. Eggman sucht augenblicklich das Weite, während Shadow und Rouge auf den freigelassenen Mephiles treffen, der im Zepter eingeschlossen war. Mephiles ist aus unbekannten Gründen sehr wütend auf Shadow und schickt Shadow und Rouge 200 Jahre in die Zukunft, in die zerstörte Welt, in der Iblis herrscht, kurz nach Silvers und Blazes Abreise.
In der Gegenwart treffen Silver und Amy auf Sonic und Elise. Silver attackiert Sonic und es kommt zum Kampf, bei dem Silver aufgrund seiner telekinetischen Kräfte die Oberhand gewinnt, doch Amy wirft sich dazwischen und rettet Sonic, während Dr. Eggman die unübersichtliche Situation ausnutzt, um Elise zu entführen. Später folgt Sonic einer Einladung von Dr. Eggman, wonach er in seiner Basis Elise gegen einen Chaos Emerald tauschen soll. In Begleitung von Tails und Knuckles übergibt Sonic den Chaos Emerald, doch Dr. Eggman schickt die drei mit seiner neusten Erfindung ebenfalls 200 Jahre in die Zukunft, wo Sonic, Tails und Knuckles auf Shadow und Rouge treffen. Um wieder in ihre Zeit zurückgelangen, gilt es Chaos Emeralds zu finden, um Chaos Control einzusetzen. So können die Helden tatsächlich eine Raum-Zeit-Spalte öffnen, doch Shadow geht als einziges nicht hindurch, weil er Mephiles sieht und zur Rede stellen will. Mephiles versucht Shadow einzureden, dass er von den Menschen getötet wird, da sie seine Macht fürchten, doch Shadow glaubt ihm nicht und nimmt den Kampf gegen Mephiles, der dafür seine wahre Gestalt annimmt, auf. Mitten im Kampf erscheint E-123 Omega: Nachdem Rouge bei ihrer Rückkehr in die Gegenwart auffiel, dass Shadow in der fernen Zukunft zurückblieb, suchte sie E-123 Omega auf, sodass dieser sich mit einem Chaos Emerald 200 Jahre deaktiviert und nun Shadow beisteht. Shadow und Omega können Mephiles vertreiben und kehren daraufhin in die Gegenwart zurück.
Silver hadert inzwischen mit dem Gedanken, Sonic zu töten. Doch nachdem Mephiles ihm erneut ins Gewissen redet, fordert er Sonic wieder zum Duell und zwingt ihn in die Knie. Diesmal wird Sonic von Shadow gerettet, der nun gegen Silver kämpft, während Sonic entkommt. Bei Shadows und Silvers Kampf nutzen beide zeitgleich Chaos Control und reisen daraufhin zehn Jahre in die Vergangenheit. Dort werden sie Zeitzeugen des gescheiterten "Solaris Project", mit dem Elises Vater, der Herzog von Soleanna, Solaris kontrollieren wollte, aber stattdessen die "Flammen des Unheils" heraufbeschwörte und damit Mephiles und Iblis erschuf. Elises Vater überreicht Shadow das "Zepter der Finsternis" und Shadow kann Mephiles, der erstmals Shadow trifft und seine Gestalt annimmt, in das Zepter einschließen, damit es später in der Gegenwart zerbricht. Elises Vater sieht sich gezwungen, die "Flammen des Unheils" in die kleine Elise und in ihre Seele zu versiegeln, ehe er verstirbt. Anschließend kehren Shadow und Silver in die Gegenwart zurück.
Shadow beauftragt Rouge, ein neues "Zepter der Finsternis" herzustellen, um Mephiles erneut zu versiegeln. Silver berichtet Blaze, dass Sonic nicht der "Iblis Trigger" ist, sondern Mephiles versucht, seine eigenen Ziele zu erreichen. Dr. Eggmans Egg Carrier stürzt ab, wodurch Dr. Eggman und Prinzessin Elise ums Leben kommen. Sonic macht sich Vorwürfe, Elise nicht rechtzeitig gerettet zu haben und erfährt ausgerechnet von Silver Unterstützung, der bei einer doppelten Chaos Control hilft, um eine Raum-Zeit-Spalte zu öffnen, womit Sonic eine Stunde in die Vergangenheit reist, Silver und Blaze jedoch in ihre postapokalyptische Zukunft zurückkehren. Im Kampf gegen Iblis opfert sich Blaze, um Iblis nun doch tatsächlich dauerhaft in ihrer Zeitlinie zu besiegen. Sonic ist diesmal rechtzeitig auf dem Egg Carrier vor Ort, rettet Prinzessin Elise und auch Dr. Eggman überlebt das Unglück. Derweil folgen Shadow, Rouge und E-123 Omega der Spur von Mephiles und wollen ihn im neuen "Zepter der Finsternis" versiegeln, was jedoch fehlschlägt und Mephiles entkommt.
Gerade als Sonic und Elise den scheinbar gewonnenen Frieden genießen wollen, erscheint Mephiles und durchbohrt Sonics Körper mit einem dunklen Energiestrahl. Sonic stirbt und obwohl ihr Vater ihr einst klarmachte, niemals weinen zu dürfen, beweint Elise lautstark Sonics Tod, woraufhin die in ihr versiegelten "Flammen des Unheils" freigesetzt werden. Mephiles absorbiert die "Flammen des Unheils", wird zu einem dunklen Solaris und lässt alle Welten und Zeitlinien zu einer abstrakten, wirren Masse verschmelzen. In dieser Raum-Zeit-Verzerrung finden Tails, Knuckles, Amy, Shadow, Rouge, Omega, Silver, Dr. Eggman, Elise und Sonics Leiche zusammen und alle erfahren nun von Sonics Ableben, was emotional betrauert wird. Auch wird allen klar, dass dies alles von Mephiles inszeniert wurde, um die Prinzessin zum Weinen zu bringen und damit die "Flammen des Unheils" freizusetzen. Die Protagonisten beschließen, gemeinsam die sieben Chaos Emeralds in der Raum-Zeit-Verzerrung zu finden. Mit dieser Macht und einem Kuss von Prinzessin Elise wird Sonic als Super Sonic wiederbelebt. Zusammen mit Super Shadow und Super Silver kann Super Sonic den bösen Solaris zum ursprünglichen, guten Solaris von vor dem "Solaris Project" zurückverwandeln. Es stellt sich heraus, dass Elises Vater das "Solaris Project" anstrebte, in der Hoffnung, mit Zeitreisen Elises verstorbene Mutter wiederzubeleben, da er seiner Tochter versprach, sie könne ihre Mutter wiedersehen. Nun sind die Welt und alle Zeiten bis auf Sonic, Elise und Solaris ausgelöscht und es ist Elises Entscheidung, ob sie für immer mit Sonic allein zusammenbleibt oder alles Geschehene rückgängig macht, womit sie Sonic aber komplett vergessen und niemals kennenlernen würde. Obwohl Elise herausschreit, dass ihr die Welten egal sind, entschließt sie sich unter Tränen dann doch dazu, alles zurückzusetzen, indem sie Solaris’ Flamme auspustet. In der Welt ohne Solaris nimmt Sonic an Soleannas Feierlichkeiten teil, an denen sich Elise als starke und glückliche Prinzessin zeigt, sie Sonic aber nicht kennenlernt, da das Fest friedlich bleibt und sie nur seinen Windhauch spürt, als er an ihr vorbeirennt.

## Gameplay
In Sonic the Hedgehog (2006) übernimmt der Spieler zu Beginn die Kontrolle über den blauen Igel Sonic in einem dreidimensionalen Jump-’n’-Run-Abenteuer. Mit Spielfortschritt werden die zwei weiteren Charaktere Shadow und Silver freigespielt, die über eigene Fähigkeiten und Gameplay-Schwerpunkte verfügen. Werden alle drei Storystränge durchgespielt, schaltet sich die finale Geschichte frei. Alle Charakter eint, dass sie sich in dreidimensionalen Welten bewegen. Die drei Oberwelten (Altstadt, Hafenstadt und Wald von Soleanna) verbinden die einzelnen Action Stages miteinander, hinzu kommen zahlreiche Neben-Quests und Mini-Aufgaben, von denen manche notwendig und manche optional sind. Bei Berührung können die goldenen Ringe eingesammelt werden; Nimmt die Spielfigur Schaden, verliert sie die Ringe. Nimmt die Spielfigur Schaden, ohne Ringe zu besitzen, fällt in einen tödlichen Abgrund, wird zerquetscht oder ertrinkt, verliert sie ein Extraleben, von denen man zu Spielbeginn fünf besitzt. In den Itemboxen kann sich ein Extraleben, eine zufällige Anzahl an Ringen, ein Schutzschild, vorübergehende erhöhte Geschwindigkeit, vorübergehende Unverwundbarkeit oder ein Gauge-Up enthalten sein. Checkpoints in Form von Laternen markieren bei einem Lebensverlust den Rücksetzpunkt. Alle drei Hauptcharaktere können neue Fähigkeiten auf den Oberwelten kaufen, wovon manche notwendig und manche optional sind. Innerhalb einer Action Stage tauchen vereinzelt andere Charaktere auf, die man dann für diesen Abschnitt des Levels steuert, nämlich Tails, Knuckles, Rouge, E-123 Omega, Amy, Blaze oder Sonic, Shadow und Silver außerhalb ihres eigenen Storystranges. Nach jedem erfolgreich abgeschlossenen Level oder Bosskampf erhält man eine Goldmedaille und eine Wertung von Rang S bis Rang D. Goldmedaillen sind pure Sammelgegenstände, die auch in Oberwelten gefunden werden können. In Action Stages befinden sich zudem Silbermedaillen und wenn man alle Silbermedaillen einer Action Stages einsammelt, erhält man dafür auch eine zusätzliche Goldmedaille. Es gibt einen Mehrspieler-Modus via Splitscreen und herunterladbare Inhalte (DLC), die die Modi Very Hard, Team Attack Amigo und Boss Attack enthalten.

### Sonic the Hedgehog
Sonics Gameplay besteht aus Erreichen des Ziels der jeweiligen Level in der Form eines großen Ringes. Dabei sind die meisten Level auf Geschwindigkeit ausgelegt und verfügen oft über mehrere Stellen zum Grinden. Hinzu kommen neue Passagen, bei denen Sonic sehr schnell rennen muss (etwa um Dr. Eggman oder einen Zug zu verfolgen), sodass er nicht umdrehen kann, die Steuerung deutlich sensibler wird und schon kleine Fehler mit einem Lebensverlust bestraft werden. Sonic verfügt beim Springen über die Spin Attack, mit der viele Gegner bei Berührung besiegt werden können. Mit der Sprungtaste in der Luft kann die Homing Attack ausgeführt werden, mit der Sonic direkt auf Gegner in unmittelbarer Nähe zusteuert. In den Action Stages steuert man in bestimmten Abschnitten kurzzeitig Tails, Knuckles, Shadow und Silver. Sonics Story beinhaltet zehn Action Stages in der Reihenfolge Wave Ocean, Dusty Desert, White Acropolis, Crisis City, Flame Core, Radical Train, Tropical Jungle, erneut Wave Ocean ausschließlich als Tails, Kingdom Valley und Aquatic Base sowie Bosskämpfe gegen Egg-Cerberus, Silver, Iblis, Egg-Genesis und das Finale gegen Egg-Wyvern.

### Shadow the Hedgehog
Shadows Gameplay besteht aus Erreichen des Ziels der jeweiligen Level in der Form eines großen Ringes. Dabei sind die Level mehr auf Action ausgelegt. So nutzt Shadow in den Action Stages einige Vehikel wie Autos, Motorräder, Kampfschiffe oder Fluggleiter. In den Action Stages steuert man in bestimmten Abschnitten kurzzeitig Rouge, E-123 Omega, Sonic und Silver. Shadows Story beinhaltet neun Action Stages in der Reihenfolge White Acropolis, Kingdom Valley, Crisis City, Flame Core, Tropical Jungle, Radical Train, Aquatic Base, Wave Ocean und Dusty Desert sowie Bosskämpfe gegen Egg-Cerberus, Iblis, Mephiles, Silver und das Finale gegen Mephiles.

### Silver the Hedgehog
Silvers Gameplay besteht aus Erreichen des Ziels der jeweiligen Level in der Form eines großen Ringes. Dabei sind die Level mehr auf Erkundung und Rätsel ausgelegt. Silver verfügt über telekinetische Kräfte und kann auf Knopfdruck Felsen, Gegner und andere Gegenstände schweben lassen und nach Belieben damit telekinetisch schießen, beispielsweise auf Schalter oder Gegner. Silver stößt regelmäßig auf ein kleines, leuchtendes Symbol am Boden, wo er mit seinen Kräften noch mehr vollbringen kann, um voranzukommen. Beispielsweise lassen sich so Stahlträger wie ein Gummiband verbiegen, um ihn in die Höhe zu schießen oder er baut automatisch zerstörte Brücken oder Wege wieder auf, die er dann begehen kann. In den Action Stages steuert man in bestimmten Abschnitten kurzzeitig Amy, Blaze, Sonic und Shadow. Silvers Story beinhaltet neun Action Stages in der Reihenfolge Crisis City, Tropical Jungle, Wave Ocean, Dusty Desert, White Acropolis, Radical Train, Aquatic Base, Kingdom Valley und Flame Core sowie Bosskämpfe gegen Iblis, Sonic, Egg-Genesis, Shadow und das Finale gegen Iblis.

### Last Story
Nach Durchspielen der Storystränge von Sonic, Shadow und Silver schaltet sich mit der Last Story das Finale frei. In der Handlung beginnt das Finale mit Sonics Tod durch Mephiles. Die Last Story enthält die Action Stage End of the World, welche auf bereits gesehene Orte basiert, man jedoch Raum-Zeit-Instabilitäten, die bei Berührung den sofortigen Lebensverlust zufolge haben, ausweichen muss. Diese treten mit zunehmender Zeit im Level immer häufiger und größer auf, können aber mit Adler-Statuen kurzzeitig verringert werden. Man spielt nacheinander als Tails, E-123 Omega, Knuckles, Silver, Rouge, Amy und Shadow, ehe man den finalen Bosskampf gegen Solaris in zwei Phasen mit Super Sonic, Super Shadow und Super Silver absolviert.

## Synchronisation
Im Vergleich zum Vorgänger Shadow the Hedgehog wurden alle relevanten Synchronsprecher im englischen und im japanischen beibehalten. Während Bella Hudson zuletzt die Sekretärin des Präsidenten sprach, übernahm sie diesmal die Rolle des Charakters Blaze und David Willis, die Stimme von Espio the Chameleon, spricht nun den Herzog von Soleanna und den G.U.N. Kommunikator. Auffällig ist, dass einige Sprecher oft zusätzlich eine zweite Rolle von Nebencharakteren übernahmen. Vor allem Dan Green sprach sowohl Knuckles, als auch Mephiles und einen Wissenschaftler. Zudem wurde ein Sprechfehler von David Willis in der Rolle des G.U.N. Kommunikator vergessen, zu entfernen. In der Shadow-Story beginnt der G.U.N. Kommunikator einen Satz, verspricht sich, murmelt vor sich hin und beginnt den Satz von neuem, um ihn diesmal korrekt auszusprechen. Dies wurde nie gepatcht oder entfernt.
| Synchronsprecher in Sonic the Hedgehog (2006) | Synchronsprecher in Sonic the Hedgehog (2006) | Synchronsprecher in Sonic the Hedgehog (2006) |
| Figur im Spiel                                | Englischer Synchronsprecher                   | Japanischer Synchronsprecher                  |
| --------------------------------------------- | --------------------------------------------- | --------------------------------------------- |
| Sonic the Hedgehog                            | Jason Anthony Griffith                        | Jun'ichi Kanemaru                             |
| Shadow the Hedgehog                           | Jason Anthony Griffith                        | Kôji Yusa                                     |
| Silver the Hedgehog                           | Pete Capella                                  | Daisuke Ono                                   |
| Miles Tails Prower                            | Amy Palant                                    | Ryō Hirohashi                                 |
| Knuckles the Echidna                          | Dan Green                                     | Nobutoshi Canna                               |
| Amy Rose                                      | Lisa Ortiz                                    | Taeko Kawata                                  |
| Rouge the Bat                                 | Kathleen Delaney                              | Rumi Ochiai                                   |
| E-123 Omega                                   | Maddie Blaustein                              | Taiten Kusunoki                               |
| Blaze the Cat                                 | Erica Schroeder                               | Nao Takamori                                  |
| Dr. Eggman                                    | Mike Pollock                                  | Chikao Ōtsuka                                 |
| Prinzessin Elise                              | Lacey Chabert                                 | Maaya Sakamoto                                |
| Mephiles the Dark                             | Dan Green                                     | Takayuki Sakazume                             |
| Herzog von Soleanna                           | David Willis                                  | Kenji Utsumi                                  |
| G.U.N. Kommunikator                           | David Willis                                  | Keiji Okuda                                   |
| Solaris Wissenschaftler                       | Dan Green                                     | Keiji Okuda, Yoshikazu Kozuma                 |
| Hofdamen                                      | Amy Palant, Lisa Ortiz                        | Hikari Yono                                   |
| Ansager                                       | Mike Pollock                                  | Kenji Utsumi                                  |

## Entwicklung
Laut einem Interview mit Yūji Naka begannen Ende 2004 die Arbeiten am Spiel für Sonics 15-jähriges Jubiläum 2006. Mit Aussicht auf die nächste Konsolengeneration mit der Xbox 360 und PlayStation 3 wurde das Spiel gezielt für die damals neuen, noch in Entwicklung befindlichen HD-Konsolen konzipiert, zudem zunächst auch noch parallel mit Shadow the Hedgehog, welches im November 2005 veröffentlicht wurde. Schon früh einigte man sich darauf, dem Next-Gen-Spiel nur den simplen Titel Sonic the Hedgehog zu geben, um seine Wichtigkeit zu unterstreichen, das "ultimative Sonic-Erlebnis zu bieten" und zu einem gewissen Grad ein Reboot durchzuführen. Ähnlich wie Sonic Adventure einst das Design der Charaktere überarbeitete, wollte man auch diesmal die Spielfiguren nochmals erwachsener wirken lassen und machte sie daher kollektiv größer und länger. Die größte Überarbeitung betraf Dr. Eggman, der deutlich schlanker und menschlicher dargestellt wurde. Dieses Design behielt er jedoch nur in diesem einen Spiel, da man nach deutlicher Kritik anschließend wieder zu Dr. Eggmans vorherigem Design zurückkehrte. Auch die übrigen Charaktere sahen in den Folgespielen nicht mehr ganz so lang aus.
Auf der Electronic Entertainment Expo (E3) im Mai 2005 wurde hinter verschlossenen Türen eine vorgerenderte CGI-Sequenz auserwählten Personen und Entwicklern präsentiert, welche zeigen sollte, wie sich das Sonic Team das fertige, neue Spiel vorstelle. Darin rennt Sonic durch einen Wald und besiegt Dr. Eggmans Roboter, bis es jedoch eine ganze Horde an Roboter es schaffen, Sonic zu Boden gehen zu lassen, nutzt dieser die sieben Chaos Emeralds, um zu Super Sonic zu werden. Diese CGI-Sequenz wurde jedoch unerwartet im Internet hochgeladen, unter anderem auf der damals noch neuen Videoplattform YouTube, und verbreitete sich schnell. So machte Sega diese Sequenz im September 2005 auf der Tokyo Game Show öffentlich. Der beeindruckende Trailer, welcher großes Potenzial versprach, schürte riesige Erwartungen und Vorfreude in der Sonic-Community.
Im März 2006 verließ Sonic-Team-Präsident Yūji Naka, der wesentlichen Anteil an Sonics Entstehung und all seinen bisherigen Haupt-Spielen der Serie hatte, das Entwicklerstudio aus unbekannten Gründen und machte sich selbständig. Die Verantwortung für das Spiel wurde an Shun Nakamura weitergereicht. Laut dem früheren Sega-of-America-CEO Tom Kalinske verließ mit Naka "Sonics Herz und Seele" die Firma, möglicherweise weil er nicht genug Vertrauen in das kommende Spiel hatte.
Anschließend verlangte Sega zudem einen Port des kommenden Spiels für die mittlerweile für Ende 2006 angekündigte Wii. Schnell wurde klar, dass aufgrund der technischen Unterschiede das bisher entwickelte Spiel nicht auf dieser Konsole hätte laufen können. Daher halbierte Sega die Entwickler des Sonic Teams: Die Hälfte von Shun Nakamura musste trotz des Verlustes von Naka noch pünktlich Sonic the Hedgehog für PlayStation 3 und Xbox 360 entwickeln, während die andere Hälfte unter der Leitung von Yojiro Ogawa an einem auf die Nintendo Wii zugeschnittenen Sonic-Spiel arbeiten sollte, welches am Ende unter dem Namen Sonic und die Geheimen Ringe im Jahre 2007 veröffentlicht wurde. Auch die eigentlich für Sonic the Hedgehog geplanten Minispiele wurden stattdessen auf Sonic und die Geheimen Ringe verschoben und erst dort umgesetzt. Die stark dezimierte Teamhälfte für Sonic the Hedgehog hatte nun erhebliche Probleme in der weiteren Entwicklung, doch Segas Geschäftsetage drängte auf eine Veröffentlichung im Jahre 2006, um das Spiel noch für das 15-jährige Jubiläum fertigzustellen. Das Team stand dermaßen unter Druck, sodass weitere Entwickler das Team verließen oder sich krankmeldeten, was die Situation weiter erschwerte.
Wie von Sega gewünscht, wurde das unfertige Spiel Ende 2006 veröffentlicht. Spätere Aussagen mehrerer Entwickler bestätigten die massiven Probleme und den Druck bei der Entwicklung des Spiels. So mussten am Deadline-Tag die letzten Level einfach abgespeichert werden, obwohl diese nicht komplett fertig waren und Positionen von Gegnern, Ringen oder Hintergründen teils eigentlich noch gar nicht final festgelegt waren. Segas "Quality Assurance Department", welche für das Finden von Spielfehlern, Bugs und Performance-Probleme verantwortlich war, hatte zwar wie in der Branche üblich ganze Listen an Spielfehlern, die hätten behoben werden müssen, erstellt, jedoch konnten diese aufgrund des Zeitdrucks nicht bearbeitet werden. Das Spiel ging schließlich in die Produktion und in den Verkauf, ohne dass die Bugfix-Listen überhaupt zu bearbeiten angefangen wurden. Ein in der frühen Entwicklungsphase geplanter Port für den PC wurde nie verwirklicht.
Ursprünglich sollte einmal mehr Crush 40 den Titelsong des Spiels liefern, der den Titel "His World" trug. Man entschied sich jedoch gegen Crush 40's Variante und nahm stattdessen eine neue "His World"-Version mit der Band Zebrahead auf, welche letztendlich den Titelsong bildete. Dafür enthält das Spiel den Song "All Hail Shadow" von Crush 40 und "Dreams of an Absolution" von Bentley Jones. Zudem wurde ein Remix des Sonic-the-Hedgehog-2-Creditsong "Sweet Dream" von der Band "Dreams Come True" entworfen. Dabei ergänzt der R&B-Künstler Akon den Remix um Gesangspassagen.

## Rezeption
Durch den 2005 veröffentlichten CGI-Trailer waren die Erwartungen von Presse und Fans an das „Next-Gen-Sonic“, welches auch durch den Namen ein Reboot und durch Sega „das ultimative Sonic-Erlebnis“ versprach, in unermessliche Höhen gestiegen. Letzten Endes wurde Sonic the Hedgehog aus dem Jahre 2006 von vielen als das „schlechteste Sonic-Spiel aller Zeiten“ betitelt, was in Anbetracht von beispielsweise Sonic Blast (1996) oder später Sonic Boom: Lyrics Aufstieg (2014) zwar eine subjektive Meinung statt einem Fakt darstellt. Doch durch die extrem hohen Erwartungen und dem zutiefst niederschmetterndem Ergebnis sorgte Sonic the Hedgehog aus dem Jahre 2006 sicherlich für die mit Abstand deutlichste Enttäuschung des Franchises. Dabei wurde im Schnitt die Xbox-360-Version, wofür das Spiel zugeschnitten wurde, leicht besser bewertet als der PlayStation-3-Port.
Die komplexe Handlung des Spiels wirkt laut Fachpresse im größten Stile gut vorbereitet, wurde jedoch aufgrund des Termindrucks ebenso wie die Level, Welten und Charakteranimationen des Spiels unfertig und verfrüht fertiggestellt. Positiv aufgenommen wurden der Soundtrack und die aufwendigeren CGI-Zwischensequenzen. Die Grafik wird zwar mit guten Texturen gelobt, doch fehlt es oft an grafischen Elementen, was die Welten teils etwas leer wirken lässt. Heftige Kritikpunkte müssen die zu oft auftretenden, teils minutenlangen Ladezeiten sowie die schiere Menge an Spielfehlern und Bugs einstecken. Es gibt Stellen im Spiel, an denen die Spielfigur plötzlich durch den Boden fällt oder Rennpassagen, bei denen die Spielfigur den vorgesehenen Kurs nicht halten kann und in Lava fällt. Der Spieler muss die Spielfehler auswendig lernen und zusätzlich zum vorgesehenen Schwierigkeitsgrad lernen, diese zu umgehen. Das kam bei Fachpresse und Fans nicht gut an.

„Sonic, was ist aus dir geworden? Lange habe ich die Igelhatz gegen alle Kritiker verteidigt: "Die übersensible Steuerung wird zum Release noch verbessert" oder "Sega wird die ganzen Bugs noch eliminieren" lauteten meine (blauäugigen) Prognosen. Doch von wegen: Sonic Team hat mich verraten! Der Igel steuert sich nicht nur unglaublich hakelig, auch das ganze Spiel wirkt unfertig: Stürzt Ihr ins Wasser, ploppt Sonic einfach aus dem Bild – lauft Ihr an der Decke entlang, steigt die Kamera ganz aus. Da können auch großer Umfang und zig Charaktere (mit Silver macht’s noch am meisten Spaß) nichts retten: Sonic the Hedgehog ist zu lahm und vergrault Euch mit miesen Bosskämpfen, dämlichen Minispielen, einer durchschnittlichen Optik und schrecklich langen Ladezeiten.“

Auch kommerziell blieb das Spiel hinter seinen Erwartungen zurück, was darauf zurückzuführen sein dürfte, dass sich schnell herumsprach, auf welcher Qualitätsstufe sich das Spiel befindet. Für beide Konsolen zusammen wurde Sonic the Hedgehog aus dem Jahre 2006 in den USA und Europa im ersten Jahr insgesamt 870.000-mal verkauft.